# The Interloper
The Interloper er en amerikansk stumfilm fra 1918 af Oscar Apfel.

## Medvirkende
- Kitty Gordon som Jane Cameron
- Irving Cummings som Paul Whitney
- Warren Cook som Whitney Pere
- Isabel Berwin som Mrs. Whitney
- June Blackman som Tante Patricia